# 270584 Vlasta
270584 Vlasta este o planetă minoră (asteroid) din centura de asteroizi. A fost descoperită pe 7 mai 2002 la Observatorul Palomar de Near Earth Asteroid Tracking. 
Obiectul prezintă o orbită caracterizată de o semiaxă mare de 2,7289624275575 UAi, o excentricitate de 0,13212731799123, o înclinație de 4,165644595751 ° în raport cu ecliptica.